# Предшколска установа „Љубица Вребалов” Пожаревац
Предшколска установа „Љубица Вребалов” у Пожаревцу носи традиције првог забавишта–школе коју је отворила Даница Радосављевић, учитељица у пензији, 15. маја 1911. године.
Знатно ширење мреже предшколских објеката, а тиме и развоја организованог облика рада са децом предшколског узраста, почело је у периоду од 1969. године, а од 23. септембра 1971. године, установа је добила име по народном хероју Љубици Вребалов.

## Вртићи
Данас ПУ „Љубица Вребалов” остварује своју делатност у 11 објеката односно са 91 васпитном групом и једном групом у пожаревачкој болници, са преко 2000 уписане деце.
- Вртић „Бамби” -улица Вука Караџића 1, Пожаревац
- Вртић „Бубамара” - улица Косовска бб, Пожаревац
- Вртић „Даница Радосављевић” - улица Дрварска бб, Пожаревац
- Вртић „Душко Радовић” - улица Цане Бабовић бб, Пожаревац
- Вртић „Невен” - улица Сопотска 2, Пожаревац
- Вртић „Лептирић” - улица Книнска 5, Пожаревац
- Вртић „Пчелица” - улица Немањина 8, Пожаревац
- Вртић „Лане” - улица Моше Пијаде бб, Пожаревац
- Вртић „Полетарац” - улица Чеде Васовића 49, Пожаревац
- Вртић „Мајски цвет” - улица Задругарска бб, Костолац
- Вртић „Сунашце” — Лучица